# Keion Brooks
Keion Lee Brooks jr. (Fort Wayne, 7 agosto 2000) è un cestista statunitense, professionista nella NBA con i New Orleans Pelicans e in G League con i Birmingham Squadron.

## Carriera
Dopo aver completato la carriera universitaria con i Kentucky Wildcats e gli Washington Huskies, decide di candidarsi al Draft NBA 2024, non venendo però scelto e rimanendo undrafted. Trascorre quindi i successivi sei mesi in NBA G League con i Birmingham Squadron. Nel 2025 esordisce in NBA con i New Orleans Pelicans, con i quali firma un two-way contract.

## Statistiche

### College
| Anno      | Squadra            | PG  | PT  | MP   | TC%  | 3P%  | TL%  | RP  | AP  | PRP | SP  | PP   |
| --------- | ------------------ | --- | --- | ---- | ---- | ---- | ---- | --- | --- | --- | --- | ---- |
| 2019-2020 | Kentucky Wildcats  | 31  | 6   | 15,1 | 47,2 | 26,3 | 63,0 | 3,2 | 0,2 | 0,4 | 0,4 | 4,5  |
| 2020-2021 | Kentucky Wildcats  | 16  | 3   | 23,6 | 44,1 | 21,4 | 79,5 | 6,8 | 1,6 | 0,6 | 0,8 | 10,3 |
| 2021-2022 | Kentucky Wildcats  | 33  | 33  | 24,5 | 49,1 | 23,3 | 78,3 | 4,4 | 1,0 | 0,7 | 0,6 | 10,8 |
| 2022-2023 | Washington Huskies | 30  | 30  | 35,5 | 43,3 | 28,6 | 79,4 | 6,7 | 1,4 | 0,7 | 1,2 | 17,7 |
| 2023-2024 | Washington Huskies | 32  | 32  | 35,0 | 48,7 | 38,0 | 79,4 | 6,8 | 1,4 | 0,7 | 0,8 | 21,1 |
| Carriera  | Carriera           | 142 | 104 | 27,0 | 46,6 | 31,3 | 78,4 | 5,4 | 1,1 | 0,6 | 0,8 | 13,1 |

### NBA

#### Regular Season
| Anno      | Squadra       | PG | PT | MP   | TC%  | 3P%  | TL%  | RP  | AP  | PRP | SP  | PP   |
| --------- | ------------- | -- | -- | ---- | ---- | ---- | ---- | --- | --- | --- | --- | ---- |
| 2024-2025 | N.O. Pelicans | 14 | 6  | 23,7 | 48,6 | 32,6 | 73,3 | 4,1 | 0,9 | 0,7 | 0,7 | 10,1 |
| Carriera  | Carriera      | 14 | 6  | 23,7 | 48,6 | 32,6 | 73,3 | 4,1 | 0,9 | 0,7 | 0,7 | 10,1 |

### G League
| Anno      | Squadra        | PG | PT | MP   | TC%  | 3P%  | TL%  | RP  | AP  | PRP | SP  | PP   |
| --------- | -------------- | -- | -- | ---- | ---- | ---- | ---- | --- | --- | --- | --- | ---- |
| 2024-2025 | Birm. Squadron | 42 | 41 | 34,6 | 44,4 | 33,5 | 74,7 | 6,5 | 2,3 | 1,1 | 1,0 | 16,8 |
| Carriera  | Carriera       | 42 | 41 | 34,6 | 44,4 | 33,5 | 74,7 | 6,5 | 2,3 | 1,1 | 1,0 | 16,8 |